# Martín Carbajo Núñez
Martín Carbajo Núñez OFM (* 17. Januar 1958 in Figueruela de Arriba) ist ein spanischer römisch-katholischer Theologe.

## Leben
Er hat einen Lizenzabschluss in Deutscher Philologie (1986 Universität Santiago de Compostela) und einen Master in Sozialer Kommunikation (1998 Pontificia Universitas Gregoriana). Er ist auch ein qualifizierter Computertechniker. Er lebt seit 1995 in Rom. Nach der Promotion 2001 an der Päpstlichen Lateranuniversität in Moraltheologie ist er seit 2001 außerordentlicher Professor an der Päpstlichen Universität Antonianum und seit 2004 Professor der Päpstlichen Akademie Alfonsiana. Seit 2010 ist er korrespondierendes Mitglied der Internationalen Marianischen Päpstlichen Akademie.

## Schriften (Auswahl)
- Intimidad y ética en la sociedad de la información. Estudio ético-teológico del dinamismo revelación/ocultación. Rom 2001.
- Schwester Mutter Erde. Franziskanische Wurzeln der Enzyklika Laudato si'. Heiligenkreuz 2019, ISBN 3-903118-79-6.
- Franziskanische Wirtschaft. Ein Vorschlag, um aus der Krise herauszukommen. Heiligenkreuz 2021, ISBN 978-3-903602-32-8.